# Карпеченково
Карпеченково (укр. Карпеченкове) — село,
Знобь-Трубчевский сельский совет,
Середино-Будский район,
Сумская область,
Украина.
Код КОАТУУ — 5924481702. Население по переписи 2001 года составляло 45 человек .

## Географическое положение
Село Карпеченково находится на правом берегу реки Знобовка в месте впадения в неё реки Уличка,
выше по течению на расстоянии в 0,5 км расположено село Кудоярово,
на противоположном берегу — село Знобь-Трубчевская.
Рядом с селом проходит граница с Россией.